# Con rabbia e con amore
Pour plus de détails, voir Fiche technique et Distribution.
Con rabbia e con amore est un film dramatique italien réalisé par Alfredo Angeli et sorti en 1997.

## Synopsis
À un arrêt de bus, Francesca, une jeune femme de dix-huit ans qui travaille dans un cabinet vétérinaire, rencontre Claudio, un étudiant à l'université. Ils commencent à marcher ensemble et parlent de choses et d'autres. Ils arrivent sur le lieu de travail de Claudio et se disent au revoir en se promettant de se revoir, quand soudain une moto passe à toute vitesse sur le trottoir et plusieurs coups de feu sont tirés, dont l'un atteint Francesca, qui est transportée à l'hôpital dans le coma. Pour Claudio, c'est le début d'une période difficile et confuse. Il se sent en partie coupable de ne pas avoir retenu Francesca et passe désormais presque tous les jours devant la chambre où la jeune fille lutte contre la mort. Cette situation change complètement sa vie et celle de son entourage : sa petite amie Michela, délaissée et en colère ; ses parents Piero et Sandra, qui traversent une période délicate de leur vie conjugale ; son grand-père Leone, encore très actif et qui se consacre avec un ami à l'archivage de l'histoire de l'Italie d'après-guerre à travers des images cinématographiques. La charge d'affection et d'amour que Claudio met dans ses soliloques avec Francesca a finalement pour effet de ramener la jeune fille à la vie.

## Fiche technique
- Titre original italien : Con rabbia e con amore[1]
- Réalisateur : Alfredo Angeli
- Scénario : Christian Angeli, Giuliano Caputi (it), Luisa Montagnana
- Photographie : Roberto Benvenuti
- Montage : Alberto Lardani
- Musique : Ennio Morricone
- Décors : Paola Riviello
- Costumes : Elisabetta Montaldo
- Maquillage : Maria Gerolama Sale
- Production : Olga Alimento
- Société de production : T.V.M.A. e Associati
- Pays de production :  Italie
- Langue originale : italien
- Format : Couleur - Son Dolby - 35 mm
- Durée : 94 minutes
- Genre : Drame
- Dates de sortie :
  - Italie : 24 avril 1997

## Distribution
- Francesco Bonelli (it) : Claudio
- Raffaella Formicola : Francesca
- Claudia Alessandra Marcello : Michela
- Massimo Dapporto : Piero
- Giuliana De Sio : Sonia
- Angela Finocchiaro : Sandra
- Gabriele Ferzetti : Leone
- Jean-Pierre Cassel : Gigi